# 金成淵
金成淵（韓語：김성연；2002年6月18日—），是韓國iMe Korea及YG娛樂前練習生，現時為個人練習生。

## 演藝生涯
2017年10月，以iMe Korea練習生身份參與《MIXNINE》，最終排名第119位，未能透過節目出道。比賽結束後，加入YG娛樂當練習生。
2018年11月，參與YG娛樂新男團的出道節目《YG寶石盒》，比賽至第8集（練習生組1:1淘汰賽），不敵對手而落敗，未能透過節目出道。比賽結束後，離開YG娛樂。
2019年5月，以個人練習生身份參與《PRODUCE X 101》。
2021年7月，參與KBS男團選秀W.R.T.B。

## 影視作品

### 綜藝節目
| 年份          | 日期              | 電視台 | 節目名稱          | 集數 | 備註 |
| ------------- | ----------------- | ------ | ----------------- | ---- | ---- |
| 2017年-2018年 | 10月29日－1月26日 | JTBC   | 《MIXNINE 》      |      |      |
| 2018年-2019年 | 11月6日-1月18日   | V LIVE | 《YG寶石盒》      |      |      |
| 2019年        | 5月3日-           | Mnet   | 《PRODUCE X 101》 |      |      |
| 2021年        | 7月-              | KBS    | 《W.R.T.B》       |      |      |

## 外部連結
- 金成淵的Instagram帳戶